# Megachile santaerosae
Megachile santaerosae là một loài Hymenoptera trong họ Megachilidae. Loài này được Strand mô tả khoa học năm 1910.